# Port lotniczy Sarańsk
Port lotniczy Sarańsk (IATA: SKX, ICAO: UWPS) – port lotniczy położony 7 km na południowy wschód od centrum Sarańska, w Mordowii, w Rosji.

## Kierunki lotów i linie lotnicze
| Linia lotnicza    | Kierunek                                  |
| ----------------- | ----------------------------------------- |
| Aerofłot          | 1. Moskwa-Szeremietiewo                   |
| AZIMUT            | 1. Mineralne Wody 2. Soczi                |
| Nordwind Airlines | Sezonowo: 1. Machaczkała (od 1 maja 2024) |
| Rossiya Airlines  | 1. Moskwa-Szeremietiewo                   |
| Ikar              | 1. Sankt Petersburg                       |
| UVT Aero          | 1. Kazań                                  |